# Jan van Burgsteden
Johannes Gerardus Maria van Burgsteden SSS (ur. 8 grudnia 1935 w Achterveld) – holenderski biskup rzymskokatolicki, biskup pomocniczy diecezji Haarlem-Amsterdam w latach 2000-2011.

## Życiorys
Święcenia kapłańskie otrzymał 15 marca 1964 w zgromadzeniu sakramentynów. Był m.in. przełożonym holenderskiej prowincji swego zgromadzenia (1987-1999).

### Episkopat
24 czerwca 2000 Jan Paweł II mianował go biskupem pomocniczym diecezji Haarlem, ze stolicą tytularną Thibilis. Sakry biskupiej udzielił mu bp Jos Punt.
25 października 2011 papież przyjął jego rezygnację z urzędu, złożoną ze względu na wiek.